# Geokichla mendeni
Geokichla mendeni là một loài chim trong họ Turdidae.